# Blythe (Kalifornia)

Położenie Blythe w hrabstwie Riverside

Blythe – miasto w Stanach Zjednoczonych położone we wschodniej części hrabstwa Riverside w Kalifornii. Liczba mieszkańców 12 155 (2000).

## Położenie
Blythe znajduje się na pustyni Sonora, w centrum rolniczego regionu usytuowanego wzdłuż rzeki Kolorado przy granicy z Arizoną. Znajduje się mniej więcej w połowie drogi pomiędzy Los Angeles a Phoenix, ok. 285 km na wschód od stolicy hrabstwa, miasta Riverside. Przez miasto przebiega Autostrada międzystanowa nr 10 (I-10).

## Historia
Nazwa miasta pochodzi od nazwiska Thomas Blythe'a, osadnika i finansisty, który przybył tu w 1877 roku. Prawa miejskie od 1916 roku.
Blythe jest popularnym miejscem postoju dla podróżujących między Los Angeles a Phoenix. Zimą liczba osób przebywających w mieście ulega zwielokrotnieniu, głównie są to osoby chcące spędzić zimę w ciepłym klimacie.